# Bartolomeu I Ghisi
Bartolomeu I Ghisi (em italiano: Bartolommeo Ghisi; m. 1303) foi um senhor hereditário veneziano das ilhas de Tenas e Míconos nas Cíclades na Grécia franca. Foi o filho do conquistador destas ilhas, André Ghisi, e viveu até idade avançada (é registrado como "muito velho" em 1290). Foi sucedido por seu filho Jorge I Ghisi.